# 心御柱

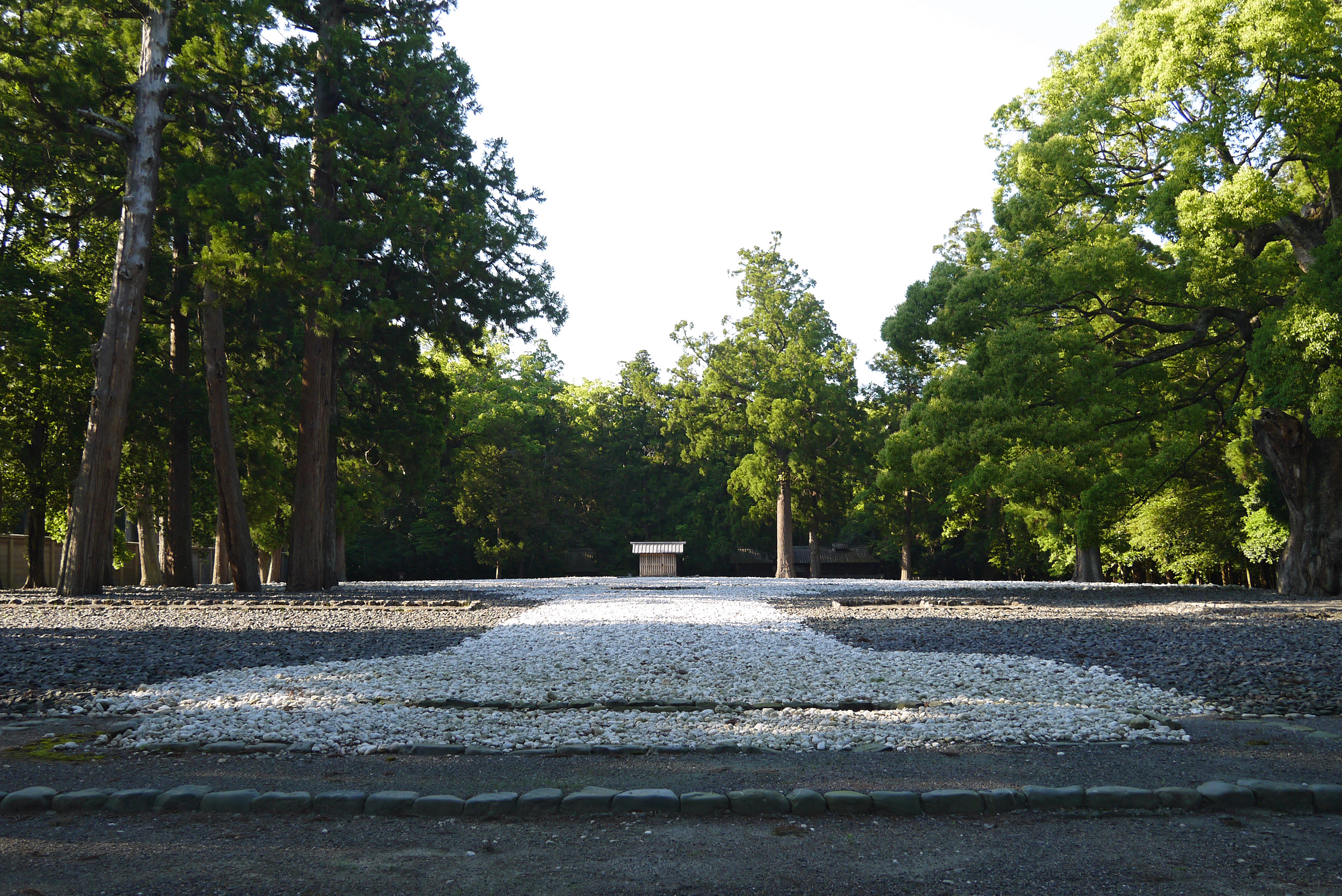
豊受大神宮（外宮）古殿地
神宮式年遷宮の際に、中央の小さな祠の位置に心御柱を建てる。

心御柱（しんのみはしら）とは、伊勢神宮の正殿、床下中央部分に建てられる柱をいう。日本の神は、木や柱を依り代（よりしろ）とするため、神が依り憑く神籬 (ひもろぎ)とした。降臨。
心の御柱（しんのみはしら）ともいう。